# Ivan Paližna
Ivan Paližna (?, † 1391) je bil vranski prior in hrvaški ban (1385–1391). 
V srbski zgodovini je poznan kot eden od udeležencev bitke na Kosovskem polju, v kateri je v vojski bosanskega kralja Tvrtka I. Kotromanića poveljeval oddelku hrvaških Malteških vitezov. 
Ivan Paližna se je boril za samostojno hrvaško državo proti ogrskemu kralju Sigismundu I. Luksemburškemu in v eni od bitk leta 1391 padel.